# Conférence des évêques catholiques australiens
La Conférence des évêques catholiques australiens (en anglais : Australian Catholic Bishops Conference, abrégé ACBC) est une conférence épiscopale de l’Église catholique qui réunit les ordinaires de l’Australie.
La conférence est une des quatre conférences épiscopales membres de la Fédération des conférences des évêques catholiques d’Océanie (Federation of Catholic Bishops Conferences of Oceania, abrégé FCBCO),.
Elle est représentée en 2023 par l’archevêque de Perth et administrateur apostolique du diocèse de Bunbury (en), Timothy John Costelloe (en) ; avec comme vice-président l’archevêque de Sydney, Anthony Colin Fisher.

## Sanctuaires
La conférence épiscopale a désigné trois sanctuaires nationaux :
- dans le Grand Melbourne :
  - le sanctuaire Petite-Fleur de Kew dans la ville de Boroondara, l’église d’un carmel des Monales déchaussées[8],[7], en continuité de sa bénédiction en tant que « sanctuaire national » en 1931[9] ;
  - le sanctuaire Notre-Dame-du-Mont-Carmel de Middle Park dans la ville de Port Phillip[10], en continuité de sa dédication en tant que « sanctuaire national » en 1944[7] ;
- la cathédrale Sainte-Marie de Sydney[11].